# Amsterdam Women’s Sevens
Amsterdam Women’s Sevens – oficjalny międzynarodowy turniej żeńskich reprezentacji narodowych w rugby 7 rozgrywany od 2013 roku w Amsterdamie pod egidą World Rugby wchodzący w skład World Rugby Women’s Sevens Series.

## Informacje ogólne
Po raz pierwszy zawody zostały zorganizowane w roku 2013 i odtąd stały się jednym ze stałych etapów w rozgrywkach World Rugby Women’s Sevens Series. Wcześniejsze kobiece turnieje nie miały oficjalnego charakteru, gdyż nie były usankcjonowane przez IRB, dodatkowo zaś prócz reprezentacji narodowych występowały w nich zespoły klubowe lub zaproszeniowe, te towarzyskie zawody odbywają się nadal.